# Don't Forget To Remember Me
"Don't Forget To Remember Me" es el tercer sencillo del álbum debut de la cantante country estadounidense Carrie Underwood, Some Hearts. 
Fue escrita por Morgane Hayes, Kelley Lovelace y Ashley Gorley, también es su segunda canción lanzada a las radios country. La canción llegó hasta el número dos en la lista de Billboard Country Charts, y el número 49 en el Billboard Hot 100. Vendió más de 403,000 copias.

## Descripción
Underwood cuenta la historia de un adiós cuando ella está lista para irse de casa luego de graduarse de la escuela. Cuando ella está lista para mudarse de su casa, su madre le pide que no la olvide. Underwood aceptó el hecho de que ahora ella vive sola y así lo refleja en la letra de esta canción.

## Video musical
El video, estrenado en CMT el 12 de marzo de 2006, muestra a Underwood saliendo de un autobús e inmediatamente firmando autógrafos, la escena cambia hasta la nueva casa de Underwood, donde, al entrar, recuerda los momentos antes de marhcarse, recuerda meter sus cosas a su vehículo y abrazar a su madre. Underwood también es vista tratando de comunicarse con su madre y al final del video ella se sube al escenario y canta en un auditorio vacío.
La madre de Underwood aparece en el video como ella misma.

## Listas
La canción debutó en el número 54 en el Hot Country Songs. También debutó en el Billboard Hot 100 en el número 98, dos semanas después de que la canción haya llegado al Top 30 de las listas country.
| Chart (2006)                       | Posición más alta |
| ---------------------------------- | ----------------- |
| Estados Unidos (Billboard Hot 100) | 49                |
| Estados Unidos (Hot Country Songs) | 2                 |

### Listas de fin de año
| Chart (2006)                 | Posición |
| ---------------------------- | -------- |
| US Country Songs (Billboard) | 13       |